# Distrito de Považská Bystrica
El distrito de Považská Bystrica (en eslovaco, Okres Považská Bystrica) es una unidad administrativa (okres) de la región de Trenčín, Eslovaquia. Tiene una población estimada, a inicios de 2022, de 61 211 habitantes.
Su capital es la ciudad de Považská Bystrica.

## Demografía
| Año        | 1994   | 2004    | 2014    | 2024    |
| ---------- | ------ | ------- | ------- | ------- |
| Población  | 65 381 | 64 708  | 63 176  | 60 361  |
| Diferencia |        | −1,02 % | −2,36 % | −4,45 % |

| Año        | 2023   | 2024    |
| ---------- | ------ | ------- |
| Población  | 60 577 | 60 361  |
| Diferencia |        | −0,35 % |

## Ciudades (población año 2017)
- Považská Bystrica (capital) 39 837

## Municipios
- Bodiná 490
- Brvnište 1193
- Čelkova Lehota 140
- Dolná Mariková 1415
- Dolný Lieskov 809
- Domaniža 1582
- Ďurďové 143
- Hatné 603
- Horná Mariková 593
- Horný Lieskov 413
- Jasenica 1110
- Klieština 333
- Kostolec 243
- Malé Lednice 521
- Papradno 2470
- Plevník-Drienové 1628
- Počarová 139
- Podskalie 125
- Prečín 1478
- Pružina 2043
- Sádočné 166
- Slopná 483
- Stupné 692
- Sverepec 1345
- Udiča 2238
- Vrchteplá 272
- Záskalie 187